# برانیسلاف سیمیچ
برانیسلاف سیمیچ (سیریلیک صربی: Бранислав Симић؛ زادهٔ ۲۱ مارس ۱۹۳۵) کشتی‌گیر فرنگی اهل یوگسلاوی بود.
وی در مسابقات کشوری و بین‌المللی در مجموع برندهٔ ۲ مدال طلا، ۱ مدال نقره، ۱ مدال برنز شده‌است.